# بولجي (فليكا كلادوشا)
بولجي (السيريلية : Поље) هي قرية في البوسنة والهرسك. وهي تقع في بلدية فليكا كلادوشا التابعة لكانتون يونا-سانا في اتحاد البوسنة والهرسك. طبقا لنتائج التعداد السكاني للبوسنة عام 2013، فقد كان عدد سكانها 1,603 نسمة.

## التركيبة السكانية

### التطور التاريخي للسكان
| 1961 | 1971 | 1981 | 1991 | 2013 |
| ---- | ---- | ---- | ---- | ---- |
| 795  | 1120 | 1467 | 1915 | 1603 |

### المجتمع المحلي
في عام 1991، المجتمع المحلي في القرية كان 2,357 نسمة موزعة على النحو التالي:

## وصلات خارجية
- (بالإنجليزية) Maplandia